# Ultra HD Blu-ray

Logo dell'Ultra HD Blu-ray

L'Ultra HD Blu-ray (abbrieviato UHD-BD e commercializzato come 4K Ultra HD) è un supporto di memoria di tipo ottico ed è una versione avanzata del Blu-ray. I dischi Ultra HD Blu-ray non sono compatibili con i tradizionali lettori Blu-ray, supportano il formato video 4K UHD (risoluzione 3840 × 2160 pixel) fino a frequenze di 60 fotogrammi progressivi al secondo e utilizzano High Efficiency Video Coding. I dischi supportano sia High-dynamic-range (HDR), aumentando la profondità del colore a 10 bit per colore, sia una gamma di colori maggiore rispetto a quella supportata dai video Blu-ray convenzionali.
È supportato su Xbox Series X, Xbox One X e Xbox One S di Microsoft e su PlayStation 5 di Sony.

## Storia e caratteristiche

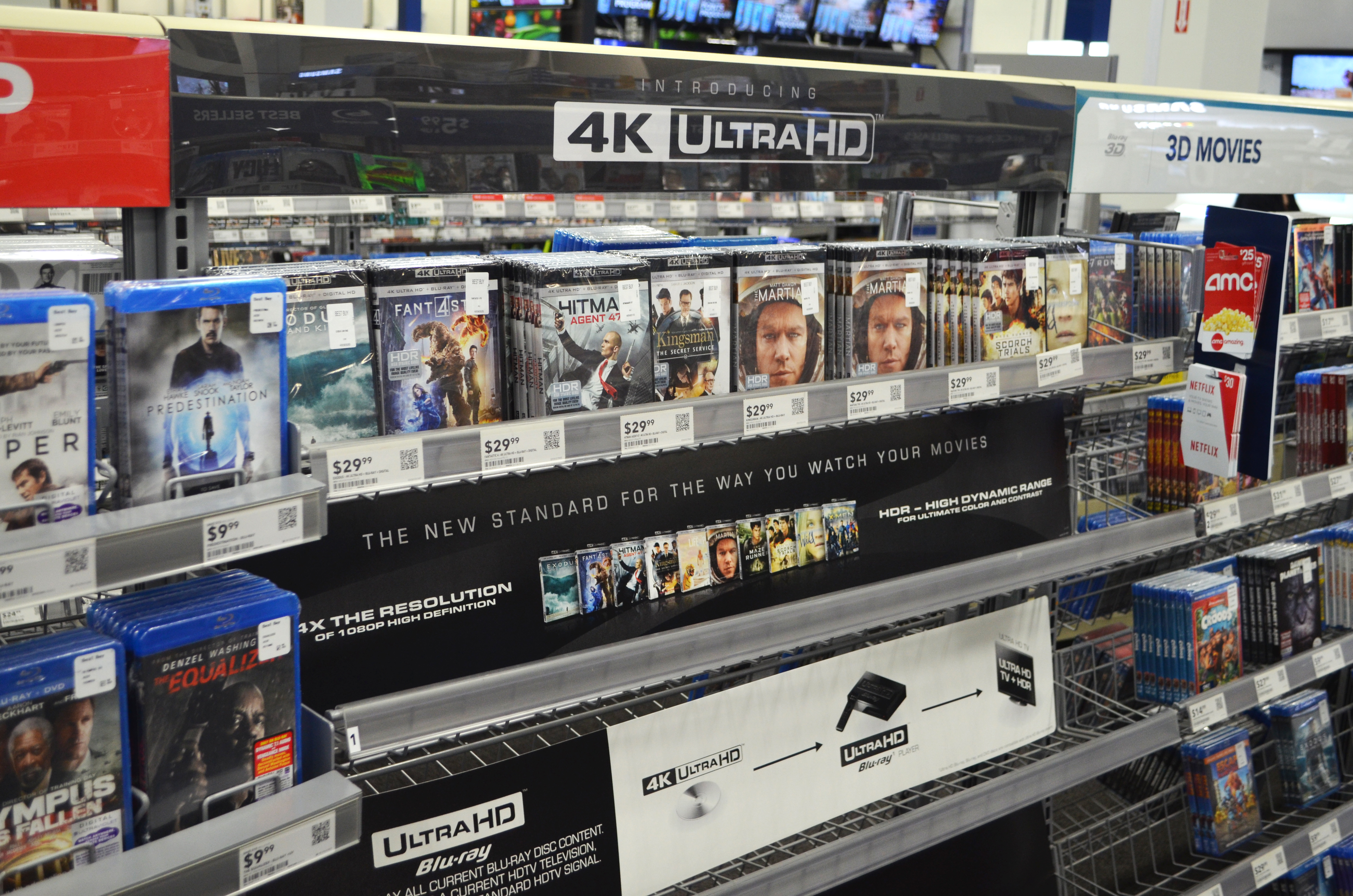
Titoli UHD-BD sugli scaffali dei negozi

- Il 14 gennaio 2013 il presidente Andy Parsons della Blu-ray Disc Association ha annunciato che è stato creato un gruppo di studio per creare le specifiche per un formato Blu-ray adatto alle produzioni video in 4K (3840×2160 pixel)[1].
- Il 2 giugno 2013 è stato annunciato un accordo tra Sony e eyeIO per utilizzare la tecnologia di compressione eyeIO per la riproduzione di video 8K con il gamut esteso xvYCC (lo stesso usato dal formato Ultra HD Blu-ray) e risparmiando il 50% di spazio e mantenendo il formato H.264[2].
- Il 12 maggio 2015 la Blu-ray Disc Association ha definito ufficialmente le specifiche dello standard Ultra HD Blu-ray. Questo standard prevede innanzitutto 2 tipi di dischi ottici: uno da 66 GB (2 strati), con bitrate in lettura di 108 Mbit/s, e l'altro da 100 GB (3 strati), con bitrate di 128 Mbit/s. Entrambi i dischi, progettati per supportare una risoluzione video fino a 2160p, hanno lo spazio dei colori BT.2020, in grado di coprire potenzialmente il 70% dello spettro visibile (i comuni DVD-Video, i Blu-ray 2D e 3D hanno il BT.709, che si ferma al 30%). Inoltre supportano le nuove tecnologie HDR e HFR, quest'ultima per riprodurre anche video girati a 48 o 60 fotogrammi al secondo, numeri superiori ai classici 24 fotogrammi introdotti a partire dall'epoca del cinema sonoro. Come codec integrano sia l'H.264 sviluppato per i Blu-ray, inclusa la sua evoluzione AVC MVC sviluppata per i Blu-ray 3D, sia l'H.265 sviluppato per l'Ultra Alta Definizione 2160p. Per riprodurre questi dischi saranno necessari nuovi lettori e ovviamente televisori 4K; inoltre sia i lettori che i televisori dovranno necessariamente disporre della versione 2.0a della connessione HDMI e della versione 2.2 del protocollo HDCP. Sul fronte audio sono supportati i nuovi formati Dolby Atmos e DTS:X. Anche se le specifiche ufficializzate conservano la piena compatibilità con la versione stereoscopica dei film in alta definizione 1080p, essa non è però obbligatoria: spetterà ai singoli produttori scegliere se implementare o no nei lettori la capacità di riprodurre i supporti Blu-ray 3D. La Blu-ray Disc Association ha infatti preso atto dell'insuccesso di tale tecnologia e non ha più interesse verso di essa[3], tanto che il 3D per il formato Ultra HD è escluso già in partenza dalle specifiche tecniche e non ci sono piani per una sua futura eventuale implementazione[4][5].
- Il 24 agosto 2015 la Blu-ray Disc Association ha iniziato ufficialmente il licensing delle specifiche per l'Ultra HD Blu-ray, così da una parte i produttori di hardware potranno iniziare a progettare e produrre lettori compatibili con tale nuovo standard, e dall'altra le case cinematografiche potranno iniziare ad usare i rispettivi supporti ottici per la distribuzione dei contenuti, con l'unica eccezione per la versione in 3D, non supportata dalle specifiche. La Blu-ray Disc Association ritiene che le tempistiche permetteranno di veder arrivare i primi lettori e i primi titoli entro la fine dell'anno[6].
- Il 27 agosto 2015 la Consumer Technology Association (CTA) degli Stati Uniti ha annunciato di aver definito uno standard ufficiale per la tecnologia HDR, denominato HDR10 Media Profile, ma meglio conosciuto come HDR10. Solo i prodotti (lettori, cavi, televisori, monitor e videoproiettori) che rispetteranno i requisiti tecnici definiti potranno essere dichiarati effettivamente compatibili con i contenuti HDR, sia quelli riprodotti da sorgenti HDMI 2.0a, ossia i supporti Ultra HD Blu-ray, sia quelli distribuiti da servizi via Internet[7][8].
- Il primo lettore compatibile Ultra HD Blu-ray venduto negli Stati Uniti è il modello UBD-K8500 della Samsung, commercializzato a partire dal 5 febbraio 2016, in contemporanea con l'uscita dei primi titoli[9]. Non è stato però il primo lettore in assoluto ad arrivare sul mercato, visto che il 13 novembre 2015 in Giappone la Panasonic ha messo in vendita il modello DMR-UBZ1, un Blu-ray Disc recorder capace non solo di leggere i supporti Ultra HD Blu-ray ma anche di registrare programmi alla risoluzione Ultra HD grazie alla presenza di un disco rigido integrato da 3 TB[10].